# Zygmunt Miłkowski

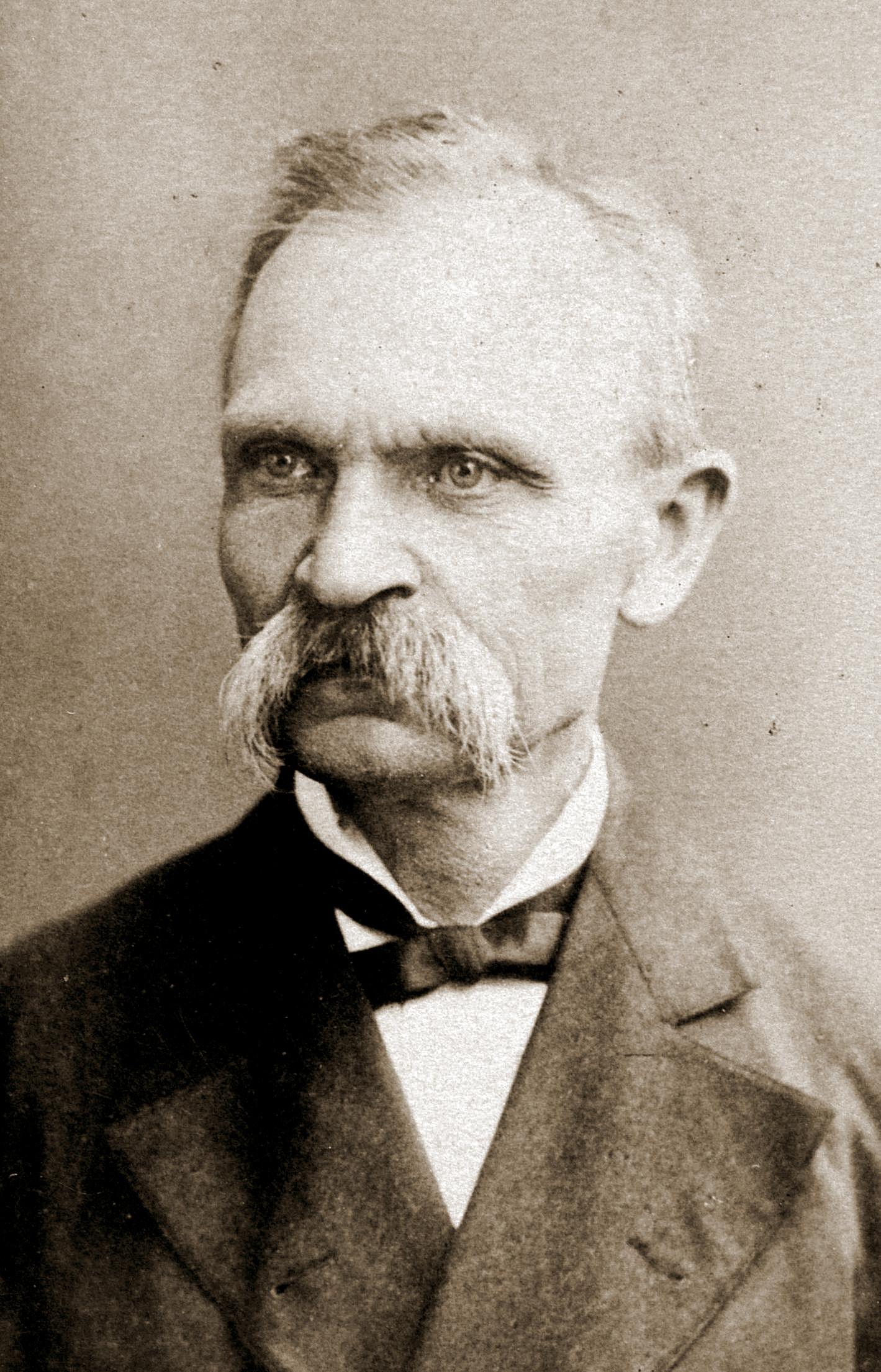
Zygmunt Miłkowski

Zygmunt Fortunat Miłkowski, Pseudonyme Teodor Tomasz Jeż und Wladyslaw Bonar (* 23. März 1824 in Saracea, Podolien, Russisches Kaiserreich; † 11. Januar 1915 in Lausanne, Schweiz) war ein polnischer Schriftsteller und Politiker.

## Leben
Miłkowski besuchte die Universität Kiew, wanderte 1846 aus, beteiligte sich 1848 an dem ungarischen Aufstand, hielt sich dann in der Walachei auf und trat wieder während des polnischen Aufstandes von 1863 politisch in den Vordergrund. Seit 1871 lebte er in Lausanne.
Er führte sich gegen das Ende der 1850er Jahre durch eine Reihe von Erzählungen (zuerst in der Gazeta Warszawska) ziemlich geräuschvoll in die polnische Literatur ein. Dieselben erregten zumeist deshalb Aufsehen, weil darin die sonst selten behandelten südslawischen und ungarischen Verhältnisse mit großer Sachkenntnis und künstlerischem Geschick dargestellt waren.

## Werke
- Handzia Zahornicka (Wilna 1860)
- Szandor Kowacz (Wilna 1861)
- Historya o praprawnuku i prapradziatku (Wilna 1864)
- Uskoki (Warschau 1870)
- Naczeczona Harambaszy (Warschau 1872)
- Zarnica (Warschau 1875)
- Slowianski Hercog (Warschau 1876)
- Lech, Czech, Rus (Posen 1878)
- Li i tamci (1887)
- Derslaw z Rytwian (Warschau 1872)
- Za Króla Olbrachta (Warschau 1876)
- Dwór w Chrustowie
- Ofiary (Warschau 1875)
- Pod opuchem (Lemberg 1876)
- Wysniona (Warschau 1878)